# The Sherbrooke Hussars
Pour les articles homonymes, voir Sherbrooke (homonymie).
The Sherbrooke Hussars (Sher H), littéralement « Les Hussards de Sherbrooke », est un régiment de reconnaissance blindée de la Première réserve de l'Armée canadienne des Forces armées canadiennes. Il fait partie du 35e Groupe-brigade du Canada dans la 2e Division du Canada. Son quartier général est situé à Sherbrooke au Québec.

## Histoire
Le Sherbrooke Hussars peut retracer ses origines d’aussi loin que 1803. Depuis sa création comme unité de milice en 1866, le Régiment s’est transformé progressivement pour devenir un Régiment blindé en 1942.
Lors de la Seconde Guerre mondiale, les volontaires furent intégrés au The Sherbrooke Fusiliers Regiment. Ce dernier fut démobilisé en 1946.
Durant son histoire, des membres du Sherbrooke Hussars ont combattu lors de la guerre des Boers (Afrique du Sud) et lors des deux grandes guerres mondiales, de même qu’en participant aux missions de maintien de la paix avec les Nations unies en Égypte, à Chypre, en ex-Yougoslavie, en Haïti et en Afghanistan.

### Lignée
L'unité fut d'abord créée sous le nom de Sherbrooke Battalion of Infantry, littéralement le « Bataillon d'infanterie Sherbrooke », à Melbourne au Québec le 21 septembre 1866. Elle fut renommée 53rd Sherbrooke Battalion of Infantry, littéralement le « 53e Bataillon d'infanterie Sherbrooke », le 15 mars 1867. Le 22 mars 1867, celui-ci fut divisé en deux bataillons distincts : le 53rd Melbourne Battalion of Infantry, littéralement le « 53e Bataillon d'infanterie Melbourne », et le 54th Sherbrooke Battalion of Infantry, littéralement le « 54e Bataillon d'infanterie Sherbrooke ». Le 10 mai 1867, le premier devint le 54th "Richmond" Battalion of Infantry , littéralement le « 54e Bataillon d'infanterie "Richmond" », et le second réadopta le nom de 53rd Sherbrooke Battalion of Infantry. Le 8 mai 1900, ils devinrent respectivement le 54th "Richmond" Regiment, littéralement le « 54e Régiment "Richmond" », et le 53rd Sherbrooke Regiment, littéralement le « 53e Régiment Sherbrooke ». Le 54th "Richmond" Regiment fut converti en une unité de cavalerie le 1er août 1903 et adopta le nom de 11th Hussars, littéralement les « 11e Hussards ». De son côté, le 53rd Sherbrooke Regiment fut renommé en The Sherbrooke Regiment, littéralement « Le Régiment Sherbrooke », le 29 mars 1920. Le 1er avril 1936, les 11th Hussars fusionnèrent avec les 7th Hussars, littéralement les « 7e Hussards », et adoptèrent le nom de 7th/11th Hussars, littéralement les « 7e/11e Hussards ». De son côté, The Sherbrooke Regiment fut renommé en The Sherbrooke Regiment (MG), « MG » étant l'abréviation pour machine gun, mitrailleuse en anglais, le 15 décembre 1936. Le 7 novembre 1940, ce dernier devint le 2nd (Reserve) Battalion, The Sherbrooke Regiment, littéralement le « 2e Bataillon (Réserve), Le Régiment Sherbrooke » et il réadopta le nom de The Sherbrooke Regiment le 1er février 1941. Le 27 février de la même année, les 7th/11th Hussars furent redésignés en tant que le 2nd (Reserve) Regiment, 7th/11th Hussars, littéralement le « 2e Régiment (Réserve), 7e/11e Hussards » et, le 1er avril de la même année, le 16th (Reserve) Armoured Regiment, (7th/11th Hussars), littéralement le « 16e Régiment blindé (Réserve), (7e/11e Hussards) ». Le 1er avril 1946, ce dernier fut renommé en 16th Reconnaissance Regiment (7th/11th Hussars), RCAC, littéralement le « 16e Régiment de reconnaissance (7e/11e Hussards), RCAC » où RCAC est l'abréviation pour Royal Canadian Armoured Corps, le nom anglais du Corps blindé royal canadien. Le même jour, The Sherbrooke Regiment est renommé en 12th Armoured Regiment (Sherbrooke Regiment), RCAC, littéralement le « 12e Régiment blindé (Régiment Sherbrooke), RCAC ». Le 4 février 1949, ils deviennent respectivement le 7th/11th Hussars (16th Reconnaissance Regiment), littéralement les « 7e/11e Hussars (16e Régiment de reconnaissance », et The Sherbrooke Regiment (12th Armoured Regiment) littéralement « Le Régiment Sherbrooke (12e Régiment blindé »). Le 1er septembre 1954, les 7th/11th Hussars (16th Reconnaissance Regiment) sont renommés en 7th/11th Hussars (16th Armoured Regiment), littéralement les « 7e/11e Hussards (16e Régiment blindé) ». Le 19 mai 1958, ceux-ci réadoptent le nom des 7th/11th Hussars. Le même jour, The Sherbrooke Regiment (12th Armoured Regiment) adopte le nom de The Sherbrooke Regiment (RCAC), littéralement « Le Régiment Sherbrooke (RCAC) ». Le 15 février 1965, les deux unités sont de nouveau réunifiées et adoptent leur nom actuel.
Les 7th Hussars, littéralement les « 7e Hussards », furent d'abord créés en tant que le 58th "Compton" Battalion of Infantry, littéralement le « 58e Bataillon d'infanterie "Compton" », le 11 octobre 1867 à Robinson au Québec. Ce dernier fut renommé en 58th Compton Regiment, littéralement le « 58e Régiment Compton », le 8 mai 1900. Le 1er mai 1903, l'unité fut convertie à la cavalerie et renommée en 7th Hussars. Elle fut amalgamée avec les 11th Hussars le 1er avril 1936 pour devenir les 7th/11th Hussars.
De plus, le 15 décembre 1936, les 7th/11th Hussars reçurent la perpétuation du 5th Canadian Mounted Rifles, CEF qui était jusque-là perpétué par The Eastern Townships Mounted Rifles, de nos jours le 27th Field Artillery Regiment, RCA qui a un effectif nul et est sur l'ordre de bataille supplémentaire.

## Traditions

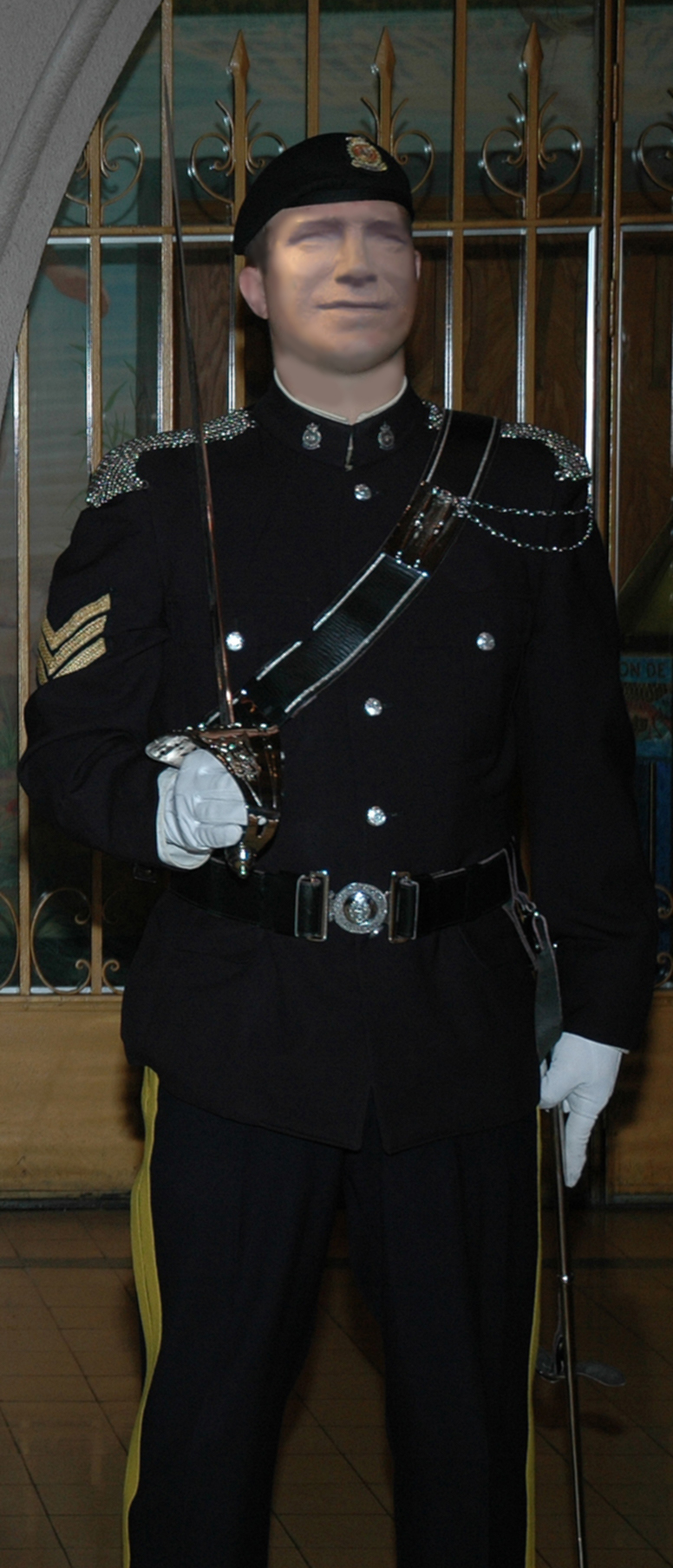
Uniforme de cavalerie traditionnel des Sherbrooke Hussars

L'uniforme traditionnel des Sherbrooke Hussars est un uniforme de cavalerie d'inspiration britannique du XIXe siècle communément appelé le « blues ». Il s'agit en fait d'une tunique bleue composée d'un veston à collet relevé avec cottes de mailles apposées sur les épaules et d'un pantalon arborant deux bandes parallèles jaunes sur la couture. Cet uniforme est entre autres porté à titre commémoratif par la Garde du Guidon lors de défilés. Le Guidon est le drapeau consacré régimentaire arborant les honneurs de batailles du régiment.
La devise régimentaire est « In hoc signo stablias » qui signifie « Stable par ce signe » en latin. L'insigne régimentaire est composée d'un anneau rouge liséré d’or et portant l'inscription « THE SHERBROOKE HUSSARS ». Le centre de l'anneau est divisé en quatre : les coins supérieur gauche et inférieur droit portent une tête de cheval argentée, le coin supérieur droit porte un oiseau et le coin inférieur droit un bras gauche tenant un coutelas. Le tout est entouré par un tortil de feuilles d'érable aux couleurs d'automne joint à la base derrière un castor sur un tronc d’arbre. Dessous, un listel bleu liséré d’or porte la devise régimentaire.

## Entraînement
Le Sherbrooke Hussars conduit des entraînements de fins de semaines environ deux fois par mois, de septembre à mai de chaque année. Durant ces entraînements, c'est généralement l'Escadron A du régiment, composante qui comprend le plus de personnel, qui se déploie. Les entraînements varient d'un à l'autre mais gravitent généralement autour de l'apprentissage et du perfectionnement des tâches de l'arme de reconnaissance blindée. Ces tâches comprennent notamment les escortes de convoi, les postes de contrôle de véhicule, et les tâches de reconnaissances traditionnelles qui ont pour objectif de recueillir de l'information sur le terrain et l'ennemi.